# Крилов Георгій Васильович
Крилов Георгій Васильович (14 грудня 1912 — 28 липня 2003 року, Новосибірськ) — радянський, російський ботанік-лісівник, один з провідних російських вчених з лісового господарства та ботанічного ресурсознавства, доктор біологічних наук.

## Біографія
Під час німецько-радянської війни проводив наукові вишукування в області пошуків деревини для надміцної авіаційної фанери.
1956 року захистив докторську дисертацію на тему «Ліси Західного Сибіру». Працював в Інституті систематики та екології тварин Сибірського відділення Російської академії наук завідувачем лабораторії лісу і лісової меліорації.
Георгій Васильович вів активне громадське життя, багато років був членом редколегії журналу «Сибирские огни», виступав на його сторінках з гострими публіцистичними матеріалами. До останніх днів вів активний спосіб життя, зустрічався з читачами та колегами, був науковим керівником при підготовці дисертацій молодими вченими, щорічно виїжджав з експедиціями на Алтай.
Помер 28 липня 2003 року в Новосибірську. Панихида і прощання з тілом відбулися 30 липня в приміщенні Біологічного інституту СО РАН.

## Наукові праці
Крилов Георгій Васильович є автором понад 350 наукових робіт, у тому числі понад 50 монографій та книг. Найважливіші праці:
- (рос.) Крылов Г. В. Пути улучшения лесов Сибири. — 1955.
- (рос.) Крылов Г. В. Лесные ресурсы и лесорастительное районирование Сибири и Дальнего Востока. — 1962.
- (рос.) Крылов Г. В. Природные ресурсы Сибири. — 1976.
- (рос.) Букштынов А. Д., Грошев Б. И., Крылов Г. В. Леса. — М. : Мысль, 1981. — 316 с. — (Природа мира) — 100 тис. прим. — Перша книга довідкової серії була написана відомими лісівниками країни і видана великим накладом. Видання містить огляд і оцінку лісових ресурсів світу по континентах та окремих країнах, дає загальне уявлення про різноманітність лісів планети, їх господарче використання і процеси відтворення[3].
- (рос.) Крылов Г. В. Травы жизни и их искатели. — Томск : Красное знамя, 1992. — 391 с.
- (рос.) Крылов Г. В., Казакова Н. Ф. Травник. — Новосибирск : Детская литература, 1993. — 431 с. — ISBN 5-08-007553-8.